# Thu hải đường lá hoa
Thu hải đường lá hoa hay thu hải đường cathay, thu hải đường Trung Quốc (danh pháp: Begonia cathayana) là một loài thực vật có hoa trong họ Thu hải đường. Loài này được Hemsl. miêu tả khoa học đầu tiên năm 1908.